# Davisomycella intermedia
Davisomycella intermedia är en svampart som beskrevs av C.L. Hou, J. Gao & M. Piepenbr. 2006. Davisomycella intermedia ingår i släktet Davisomycella och familjen Rhytismataceae.   Inga underarter finns listade i Catalogue of Life.